# Beverly Bayne
Beverly Bayne (* 11. November 1893 in Minneapolis, Minnesota; † 18. August 1982 in Scottsdale, Arizona; gebürtig Pearl von Name) war eine US-amerikanische Schauspielerin der Stummfilmzeit. Sie und ihr Ehemann Francis X. Bushman gelten als erstes romantisches Starpaar der Filmgeschichte.

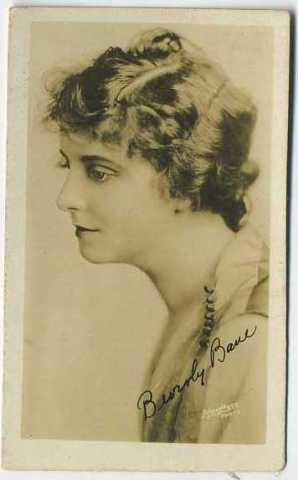
Beverly Bayne

## Leben
Beverly Baynes Familie zog nach Chicago, als die Tochter sechs Jahre alt war. Mit sechzehn stellte sie sich aus Neugier bei Essanay vor, wo man ihr ein Kameragesicht bescheinigte und sie sofort fest anstellte. Sie begann mit einem Wochenlohn von 35 Dollar, der rasch auf 75 Dollar anstieg. Schon nach wenigen Jahren war Bayne populär geworden und verdiente 350 Dollar die Woche.
Ihre ersten Filme waren The Rivals und The Loan Shark (beide 1912). In ihrem zweiten Film spielte sie bereits eine Hauptrolle. Essanays größter männlicher Star Francis X. Bushman setzte durch, dass Bayne seine ständige Filmpartnerin wurde. Der erste ihrer insgesamt vierundzwanzig gemeinsamen Filme für die Firma war Pennington's Choice (1915). 1916 verließen Bayne und Bushman Essanay und arbeiteten bis 1918 für Metro. Insgesamt haben Beverly Bayne und Francis X. Bushman siebzig gemeinsame Filme gemacht.
Aus dem romantischen Leinwandpaar, das 1917 die Titelrollen in einer sehr erfolgreichen Romeo und Julia-Verfilmung spielte, wurde auch im wirklichen Leben ein Liebespaar. Sie heirateten 1918 heimlich, schon drei Wochen nach Bushmans Scheidung von seiner Ex-Frau. Nachdem die als skandalös empfundenen Umstände ihrer Hochzeit bekannt geworden waren, wurden die Filmangebote für das Paar rar; in den sechs Jahren von 1919 bis 1925 konnte Beverly Bayne nur noch neun Filme drehen.
Bayne und Bushman ließen sich 1925 scheiden, Beverly Baynes letzter Stummfilm war Passionate Youth (1925). Sie arbeitete fortan als Bühnenschauspielerin und trat in den 1930er und 1940er Jahren am Broadway auf. 1948 war Bayne nach einer Leinwandpause von 23 Jahren in einer winzigen Nebenrolle in Jules Dassins Die nackte Stadt (The Naked City) zu sehen. Es war ihr einziger Auftritt in einem Tonfilm und zugleich ihr letzter Leinwandauftritt überhaupt nach über mehr als 150 bekannten Filmen. Der einstige Star wurde in den Credits des Films nicht namentlich erwähnt.
1950 trat Beverly Bayne völlig von der Schauspielerei zurück. Ein Stern auf dem Hollywood Walk of Fame erinnert an sie.